# Boulevard Sainte-Anne
Le boulevard Sainte-Anne est un segment urbain et historique de la route 138, dans la région de la Capitale-Nationale, au Québec.

## Situation et accès

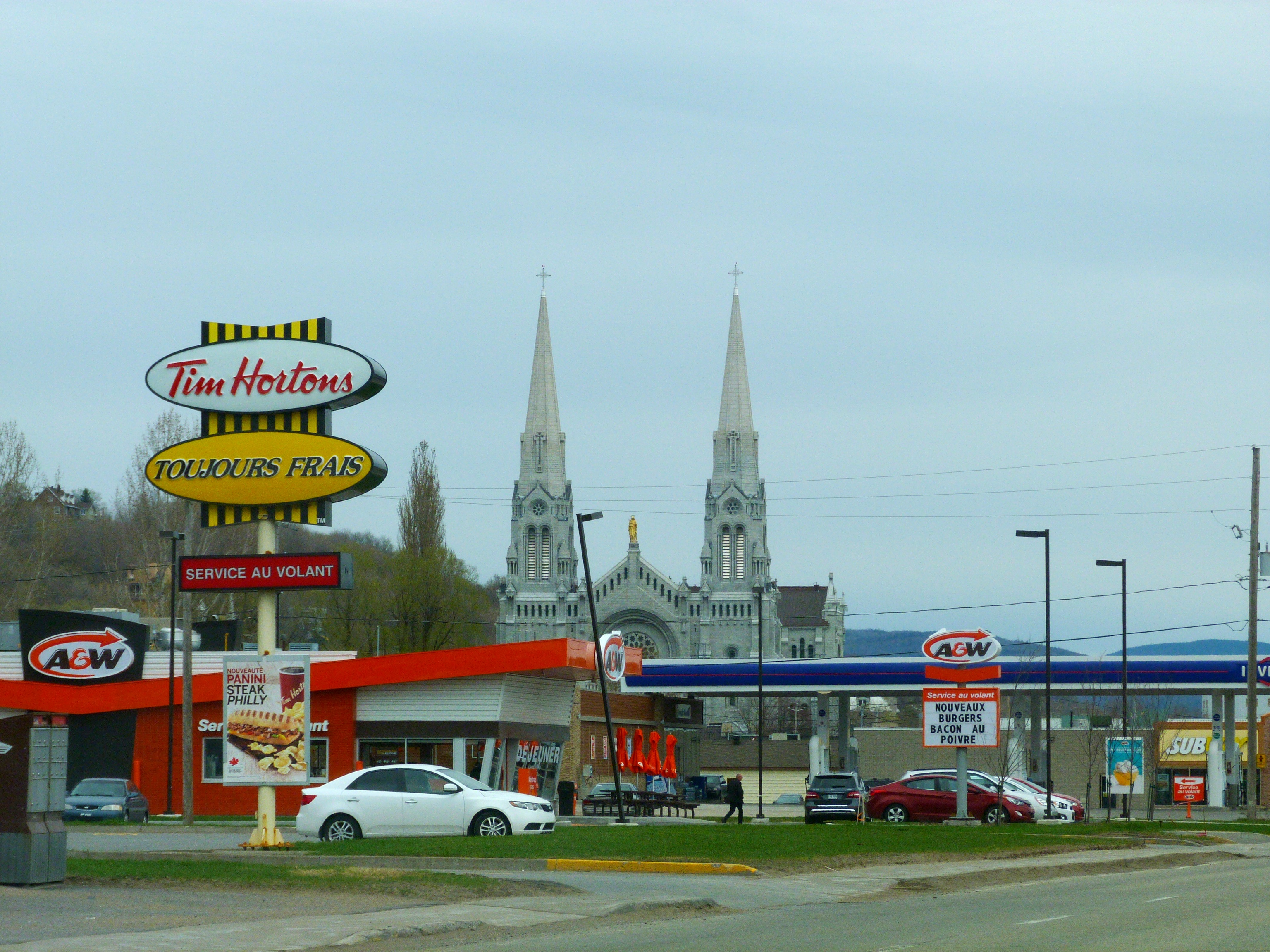
Le boulevard à Sainte-Anne-de-Beaupré.

Le boulevard est l'artère principale de la Côte-de-Beaupré, en plus d'être un axe important du sud-est de la ville de Québec. Il s'agit techniquement d'un segment de la route 138. Traversant majoritairement des secteurs commerciaux et industriels, il longe la rive nord du fleuve Saint-Laurent, de Québec à Beaupré, et ce sur environ 43 kilomètres. Lien rapide vers les municipalités composant la banlieue éloignée Est, le boulevard a la réputation d'être une cicatrice dans cette région historique. Inauguré le 28 juillet 1941, il facilite l'accès au populaire lieu de pèlerinage de Sainte-Anne. Néanmoins, le développement rapide et chaotique qui en suit contraste avec le patrimoine bâti. Un plan particulier d'urbanisme est actuellement en place à Québec pour gérer cet enjeu.
À l'ouest, le boulevard débute dans le quartier de Maizerets, dans l'arrondissement de La Cité-Limoilou, en se détachant du chemin de la Canardière. Il longe ensuite l'autoroute Dufferin-Montmorency au nord jusqu'au pont de l'Île d'Orléans. À partir de cet endroit, il devient la seule artère principale permettant de poursuivre vers l'est. Il traverse alors plusieurs municipalités, dont L'Ange-Gardien et Sainte-Anne-de-Beaupré. Son extrémité est se situe entre Beaupré et Saint-Tite-des-Caps. À cet endroit, les abords de la route ne sont plus aussi denses, l'achalandage routier diminue et elle reprend sa simple désignation de route 138.

## Historique
Dans les années 1940, les anciennes villes composant aujourd'hui l'arrondissement de Beauport, désignent cette voie comme étant le « boulevard d'Orléans ». Ce nom fait référence au fait que le boulevard permet de prendre le pont de l'Île-d'Orléans.
Avant cela, le boulevard était désigné « rue Saint-Grégoire » dans le secteur de Montmorency et d'« avenue Raymond » dans le secteur de Beauport. Dans La Cité-Limoilou, il a déjà porté le nom de « route Québec-Île d'Orléans ». Il devient le « boulevard Desroches » en novembre 1943 puis le « boulevard Sainte-Anne » en juillet 1953.